# Giuseppe Giuliozzi
Giuseppe Giuliozzi (ur. w XIX wieku, zm. w XX wieku) – włoski strzelec, medalista mistrzostw świata.
Był związany z Rzymem.
Giuliozzi raz zdobył medal na mistrzostwach świata. Został drużynowym brązowym medalistą w pistolecie dowolnym z 50 m podczas turnieju w 1901 roku, osiągając przedostatni wynik w reprezentacji (skład zespołu: Lorenzo Borgogelli, Cristoforo Buttafava, Giuseppe Giuliozzi, Aventino Righini, Roberto Tagliabue).

## Wyniki

### Medale mistrzostw świata
Opracowano na podstawie materiałów źródłowych:
| Mistrzostwa  | Konkurencja                       | Wynik                             | Miejsce |
| ------------ | --------------------------------- | --------------------------------- | ------- |
| Lucerna 1901 | Pistolet dowolny, 50 m, drużynowo | 1901 pkt. (druż.) 361 pkt. (ind.) |         |